# Future Crew

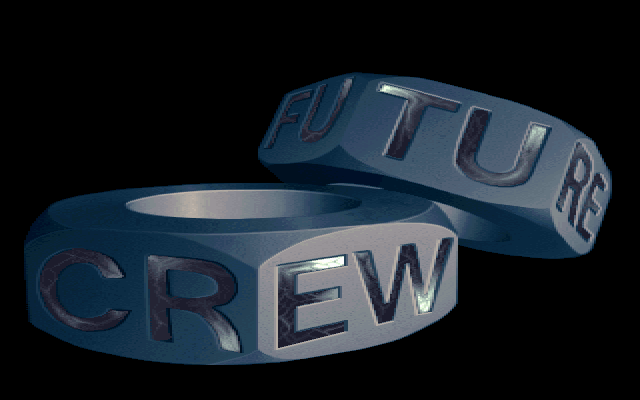
Future Crew Logo aus dem Demo Second Reality von 1993

Future Crew war eine Gruppe der Demoszene.
Die finnische Demogruppe Future Crew galt lange als eine der besten Demogruppen überhaupt und war vor allem eine der ersten Gruppen, die (später) ausschließlich auf dem IBM-PC arbeiteten, obwohl Ende der 1980er Jahre der PC mit seinen Fähigkeiten noch weit hinter dem damals dominanten Amiga zurücklag. Sie waren damit einer der Wegbereiter der multimedialen Verwendung der PC-Plattform, sichtbar auch durch den Support, den sie von Sound- und Grafikhardwareherstellern bekamen (u. a. Gravis mit der damals sehr fortschrittlichen Ultrasound Soundkarte).

## Geschichte
Die Gruppe wurde 1986 ursprünglich von Sami Tammilehto (PSI) als eine Commodore 64 Gruppe gegründet, 1988 stieg sie jedoch vollständig auf den PC um.
1990 veröffentlichte Future Crew den bekannten Tracker Scream Tracker 2.0, mit welchem erstmals auch auf dem PC komfortabel Musik in Form von MOD-Dateien (.STM) komponiert werden konnte.
Für größeres Aufsehen sorgte Future Crew (oft mit FC abgekürzt) mit ihrer Demo Unreal.
Der Durchbruch gelang ihnen auf der Assembly 1993 mit der viel beachteten Demo Unreal ][ - The 2nd Reality (später einfach nur noch Second Reality genannt). Diese Demo stellte damals alles auf dem PC dagewesene in den Schatten und überzeugte vor allem durch abwechslungsreiche Musik und deren exakte Synchronisation zu den Effekten. Bis Mitte der 1990er Jahre galt Second Reality als eine der besten PC-Demos überhaupt, auch wenn sie technisch schon längst wieder überholt war.
1994 erschien die Version 3 des Scream Trackers, der nun das S3M-Format nutzte. Dieses war das bislang letzte große Release von Future Crew. Anschließend stellten sie ihre Aktivitäten weitestgehend ein. Jedoch beeinflusste der Screamtracker das Design und Nutzerführung folgende Tracker (Impulse Tracker, FastTracker etc.) und Trackerformate in folgenden Jahren der 1990er entscheidend mit.
1998 plante die Gruppe eigentlich ein Comeback. Ihren damaligen Promotion-Spruch, auch auf T-Shirts zu sehen, After 4 years of silence the original gang is back to unleash the beast, machten sie jedoch nicht mehr wahr. Mit kleineren Beiträgen und als Mitorganisatoren der Assembly waren FC-Mitglieder noch bis in die 2000er aktiv in der Demoszene.
Das Online-Magazin Slashdot wählte Second Reality Ende 1999 retrospektiv zu einem der „Top 10 Hacks of All Time“.

### Spätere Bedeutung
Einige Mitglieder setzten ihre Tätigkeiten in der Demoszene fort, indem sie die weltgrößte Demoparty, die Assembly, organisieren. Hin und wieder nehmen auch einige Mitglieder von Future Crew an einzelnen Wettbewerben auf der Assembly teil. Seit 1995 ist Jussi Laakkonen (Abyss) der Hauptorganisator dieses Ereignisses. Abyss war Sysop des StarPort, dem WHQ (World Head Quarter) von Future Crew. Obwohl er selbst nie wirklich Demos gemacht hat, ist er heute das bekannteste Mitglied der Gruppe.
Nach wie vor aktiv ist auch noch der Musiker Purple Motion, (Jonne Valtonen). 2004 veröffentlichte er seine erste professionelle Debüt-CD „Musicdisk“. Heute ist er musikalischer Kopf der Merregnon Studios und verantwortlich für die orchestrale Umsetzung von Spielemusik für Konzerte weltweit.
Aus Future Crew sind verschiedene Projekte und Firmen hervorgegangen, die von ehemaligen Mitgliedern angestoßen wurden – bekannteste Vertreter sind etwa die Firma Futuremark (ehemals MadOnion) – bekannt für ihren Benchmark 3DMark, den Spieleentwickler Remedy Entertainment – Macher von Max Payne, sowie die Grafik-Hardwarefirma Bitboys.
Nectarine Records, ein kleines Indie-Studio, veröffentlichte 2011 ein Album mit den bekanntesten Songs der Future Crew in 24-bit remastered als ein Tribut an diese. Das Album namens „Metropolis“ ist als freier Download verfügbar im Internet.
Überraschend wurde am 1. August 2013 anlässlich des zwanzigsten Jahrestag der Veröffentlichung des Demos Second Reality dessen Quelltext als Public domain auf GitHub von der Future Crew freigegeben.

## Mitglieder

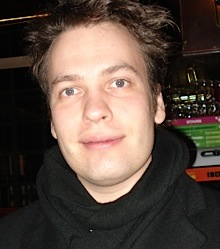
Jonne Valtonen, einer der Musiker von Future Crew

Mitglieder der Gruppe zur Zeit der Veröffentlichung von Second Reality:
- Gore (Samuli Syvähuoko): Organisator
- Psi (Sami Tammilehto): Programmierer
- Trug (Mika Tuomi): Programmierer
- Wildfire (Arto Vuori): Programmierer
- Purple Motion (Jonne Valtonen): Komponist/Musiker[11]
- Skaven (Peter Hajba): Komponist/Musiker & Grafiker[12]
- Marvel (Aki Raula, früher Aki Määttä): Grafiker
- Pixel (Misko Iho): Grafiker
- Abyss (Jussi Laakkonen): BBS-Koordinator/Public Relations
- Henchman (Markus Mäki): BBS Operator
- Jake (Jarkko Heinonen): Internet Public Relations